# Генвліт
Генвліт (нід. Heenvliet) — місто в нідерландській провінції Південна Голландія. Входить до муніципалітету Ніссевард.
До 1980 року мало статус окремого муніципалітету.

## Галерея

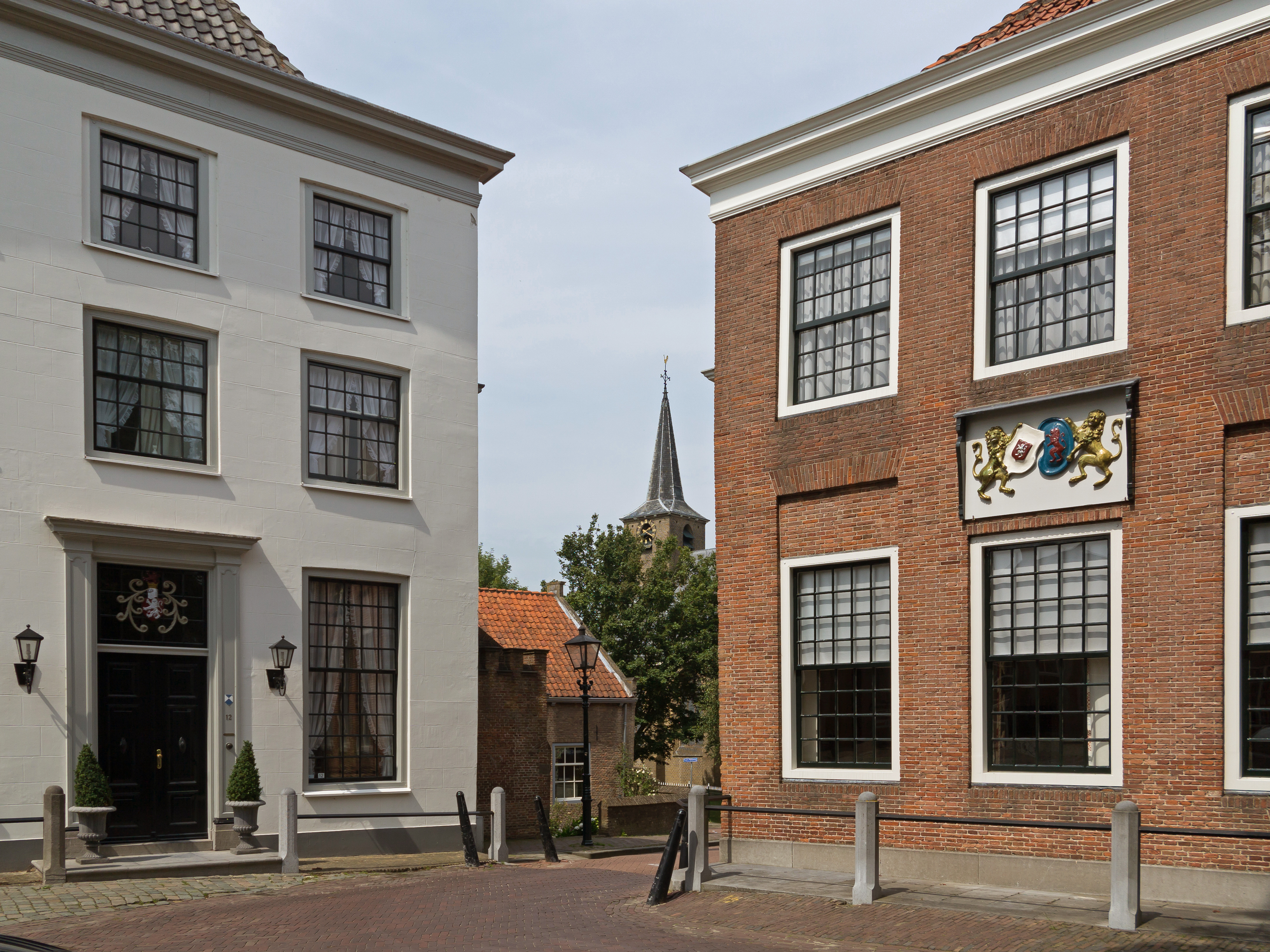
Ринкова площа